# Jürchens Haidong
Les Jürchens Haidong (chinois : 野人女真) ou Yeren, aussi connu sous le nom de leur exonyme Jürchens sauvages, étaient un groupe de Jürchens identifié par la dynastie Ming. Ils constituaient le groupe le plus septentrional du peuple Jürchens  (les autres étant les Jürchens de Jianzhou et les Jürchens Haixi ). Au XIVe siècle, ils habitaient la partie la plus septentrionale de la Mandchourie, depuis le côté ouest des montagnes du Grand Khingan jusqu'à la rivière Oussouri et le cours inférieur du fleuve Amour, bordé par le détroit de Tatarie et la mer du Japon.
Les descendants des Jürchens sauvages ne s'identifient pas comme Mandchous  Au lieu de cela, ils formèrent différentes ethnies telles que Nanaïs, Evenks, Néguidales, Oroqen et Nivkhes.

## Étymologie
Les Jürchens sauvages, comme leur nom l’indique, vivaient dans la nature. Le mot Yeren (野人) en chinois signifie « peuple sauvage », c'est-à-dire « sauvages ». Le Yeren était un nom général pour tous les Jürchens avant la montée des Jürchens Jianzhou et des Jürchens Haixi. En tant que vassaux de la Chine Ming, Jianzhou et Haixi se sont rapprochés de leur suzerain chinois tandis que le reste des Jürchens qui n'ont pas établi de lien constant avec les Ming sont connus sous le nom de Jürchens sauvages.